# 2008年北京オリンピックのテニス競技
2008年北京オリンピックのテニス競技（2008ねんペキンオリンピックのテニスきょうぎ）は、2008年8月10日から8月17日までの競技日程で、オリンピック公園テニスセンターにおいて実施された。

## 試合方式

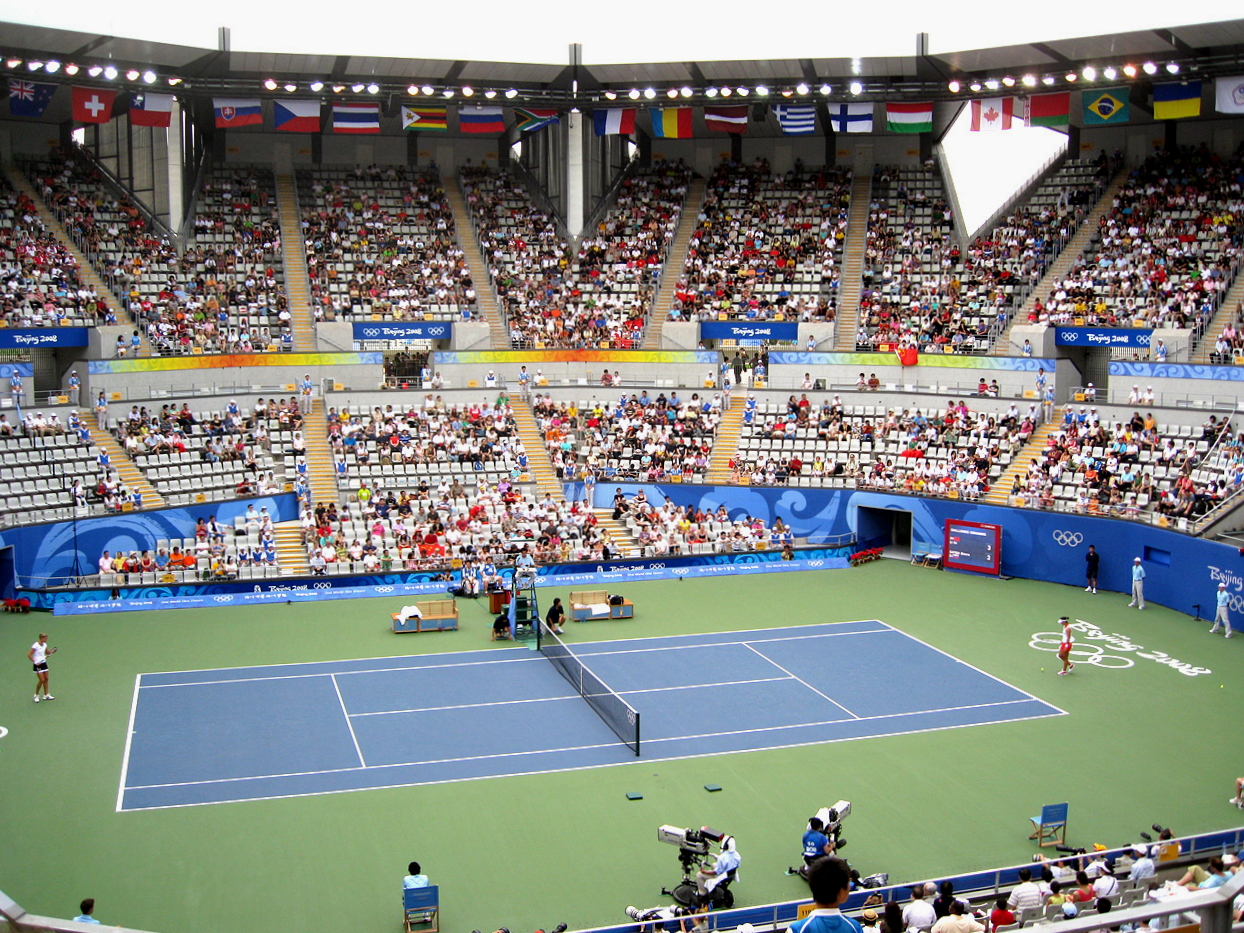
オリンピック公園テニスセンター

- 出場選手は、男子・女子ともシングルス64名、ダブルス32組。シングルス優勝までには6試合、ダブルス優勝までには5試合を戦う。
- 男子は、シングルス・ダブルス決勝（金メダル・銀メダル決定戦）のみ5セット・マッチで行われる。他の試合はすべて3セット・マッチ。準決勝が終了した時点で、敗者2名による銅メダル決定戦が行われるが、これは3セット・マッチである。1988年ソウル五輪と1992年バルセロナ五輪では、準決勝で敗退した選手2名 / 2組による対戦は行わず、両方に銅メダルを授与していた。1996年アトランタ五輪から、銅メダル決定戦が行われるようになった。
- 女子はすべて3セット・マッチ。試合の流れは男子と同じ。

## シード選手

### 男子シングルス
1. ロジャー・フェデラー　（ベスト8）
2. ラファエル・ナダル　（金メダル）
3. ノバク・ジョコビッチ　（ベスト4、銅メダル）
4. ニコライ・ダビデンコ　（2回戦）
5. ダビド・フェレール　（1回戦）
6. アンディ・マレー　（1回戦）
7. ダビド・ナルバンディアン　（3回戦）
8. ジェームズ・ブレーク　（ベスト4）
9. スタニスラス・ワウリンカ　（2回戦）
10. ジル・シモン　（3回戦）
11. ニコラス・アルマグロ　（1回戦）
12. フェルナンド・ゴンサレス　（銀メダル）
13. ミハイル・ユージニー　（3回戦）
14. イボ・カルロビッチ　（試合開始前に棄権）
15. ニコラス・キーファー　（3回戦）
16. ラデク・ステパネク　（1回戦）
17. トマーシュ・ベルディハ　（3回戦）　［第14シード・カルロビッチの棄権により、繰り上げ］

### 女子シングルス
1. アナ・イバノビッチ　（試合開始前に棄権）
2. エレナ・ヤンコビッチ　（ベスト8）
3. スベトラーナ・クズネツォワ　（1回戦）
4. セリーナ・ウィリアムズ　（ベスト8）
5. エレーナ・デメンチェワ　（金メダル）
6. ディナラ・サフィナ　（銀メダル）
7. ビーナス・ウィリアムズ　（ベスト8）
8. アグニエシュカ・ラドワンスカ　（2回戦）
9. ベラ・ズボナレワ　（ベスト4、銅メダル）
10. ダニエラ・ハンチュコバ　（2回戦）
11. アグネシュ・サバイ　（1回戦）
12. ビクトリア・アザレンカ　（3回戦）
13. パティ・シュナイダー　（2回戦）
14. フラビア・ペンネッタ　（1回戦）
15. アリーゼ・コルネ　（3回戦）
16. ドミニカ・チブルコバ　（3回戦）

## 競技結果

### 男子シングルス詳細
| 順位 | 選手名                   | 国・地域       |
| ---- | ------------------------ | -------------- |
| 1    | ラファエル・ナダル       | スペイン       |
| 2    | フェルナンド・ゴンサレス | チリ           |
| 3    | ノバク・ジョコビッチ     | セルビア       |
| 4    | ジェームズ・ブレーク     | アメリカ合衆国 |

#### 大会経過
準決勝
- フェルナンド・ゴンサレス vs.  ジェームズ・ブレーク　4-6, 7-5, 11-9
- ラファエル・ナダル vs.  ノバク・ジョコビッチ　6-4, 1-6, 6-4

決勝
- ラファエル・ナダル vs.  フェルナンド・ゴンサレス　6-3, 7-6, 6-3

銅メダル決定戦
- ノバク・ジョコビッチ vs.  ジェームズ・ブレーク　6-3, 7-6

### 男子ダブルス詳細
| 順位 | 選手名                                         | 国・地域       |
| ---- | ---------------------------------------------- | -------------- |
| 1    | ロジャー・フェデラー＆スタニスラス・ワウリンカ | スイス         |
| 2    | シーモン・アスペリン＆トーマス・ヨハンソン     | スウェーデン   |
| 3    | ボブ・ブライアン＆マイク・ブライアン           | アメリカ合衆国 |
| 4    | アルノー・クレマン＆ミカエル・ロドラ           | フランス       |

#### 大会経過
準決勝
- ロジャー・フェデラー＆スタニスラス・ワウリンカ vs.  ボブ・ブライアン＆マイク・ブライアン　7-6, 6-4
- シーモン・アスペリン＆トーマス・ヨハンソン vs.  アルノー・クレマン＆ミカエル・ロドラ　7-6, 4-6, 19-17

決勝
- ロジャー・フェデラー＆スタニスラス・ワウリンカ vs.  シーモン・アスペリン＆トーマス・ヨハンソン　6-3, 6-4, 6-7, 6-3

銅メダル決定戦
- ボブ・ブライアン＆マイク・ブライアン vs.  アルノー・クレマン＆ミカエル・ロドラ　3-6, 6-3, 6-4

### 女子シングルス詳細
| 順位 | 選手名                 | 国・地域 |
| ---- | ---------------------- | -------- |
| 1    | エレーナ・デメンチェワ | ロシア   |
| 2    | ディナラ・サフィナ     | ロシア   |
| 3    | ベラ・ズボナレワ       | ロシア   |
| 4    | 李娜                   | 中国     |

#### 大会経過
準決勝
- エレーナ・デメンチェワ vs.  ベラ・ズボナレワ　6-3, 7-6
- ディナラ・サフィナ vs.  李娜　7-6, 7-5

決勝
- エレーナ・デメンチェワ vs.  ディナラ・サフィナ　3-6, 7-5, 6-3

銅メダル決定戦
- ベラ・ズボナレワ vs.  李娜　6-0, 7-5

### 女子ダブルス詳細
| 順位 | 選手名                                                       | 国・地域       | 備考                   |
| ---- | ------------------------------------------------------------ | -------------- | ---------------------- |
| 1    | ビーナス・ウィリアムズ＆セリーナ・ウィリアムズ               | アメリカ合衆国 | ウィンブルドン優勝ペア |
| 2    | ビルヒニア・ルアノ・パスクアル＆アナベル・メディナ・ガリゲス | スペイン       | 全仏オープン優勝ペア   |
| 3    | 鄭潔＆晏紫                                                   | 中国           |                        |
| 4    | アリョーナ・ボンダレンコ＆カテリナ・ボンダレンコ             | ウクライナ     | 全豪オープン優勝ペア   |

#### 大会経過
準決勝
- ビルヒニア・ルアノ・パスクアル＆アナベル・メディナ・ガリゲス vs.  鄭潔＆晏紫　6-4, 7-6
- ビーナス・ウィリアムズ＆セリーナ・ウィリアムズ vs.  アリョーナ・ボンダレンコ＆カテリナ・ボンダレンコ　4-6, 6-4, 6-1

決勝
- ビーナス・ウィリアムズ＆セリーナ・ウィリアムズ vs.  ビルヒニア・ルアノ・パスクアル＆アナベル・メディナ・ガリゲス　6-2, 6-0

銅メダル決定戦
- 鄭潔＆晏紫 vs.  アリョーナ・ボンダレンコ＆カテリナ・ボンダレンコ　6-2, 6-2

## 国・地域別のメダル獲得数
| 順   | 国・地域             | 金 | 銀 | 銅 | 計 |
| ---- | -------------------- | -- | -- | -- | -- |
| 1    | ロシア (RUS)         | 1  | 1  | 1  | 3  |
| 2    | スペイン (ESP)       | 1  | 1  | 0  | 2  |
| 3    | アメリカ合衆国 (USA) | 1  | 0  | 1  | 2  |
| 4    | スイス (SUI)         | 1  | 0  | 0  | 1  |
| 5    | チリ (CHI)           | 0  | 1  | 0  | 1  |
| 5    | スウェーデン (SWE)   | 0  | 1  | 0  | 1  |
| 7    | セルビア (SRB)       | 0  | 0  | 1  | 1  |
| 7    | 中国 (CHN)           | 0  | 0  | 1  | 1  |
| 合計 | 合計                 | 4  | 4  | 4  | 12 |